# Sungai Jambu (Kayu Aro)
Sungai Jambu is een bestuurslaag in het regentschap Kerinci van de provincie Jambi, Indonesië. Sungai Jambu telt 1478 inwoners (volkstelling 2010).